# Czaple Wielkie
Czaple Wielkie – wieś w Polsce położona w województwie małopolskim, w powiecie miechowskim, w gminie Gołcza.
W latach 1975–1998 miejscowość administracyjnie należała do województwa krakowskiego.
Czaple należały do Trepków, Nekandów, Dębińskich, później do Popielów herbu Sulima, którzy zgromadzili tu księgozbiór, bogaty w dzieła do historii polskiej się odnoszące.
W miejscowości ma swoja siedzibę rzymskokatolicka parafia św. Bartłomieja Apostoła.
Miejsce pochówku Ludwika Muchy (1904–1962) – kapelana, hubalczyka, żołnierza Armii Krajowej, podpułkownik Wojska Polskiego.

## Części wsi
| SIMC    | Nazwa      | Rodzaj    |
| ------- | ---------- | --------- |
| 0319210 | Barani Dół | część wsi |
| 0319227 | Dziadówki  | część wsi |
| 0319233 | Ewelinów   | część wsi |
| 0319240 | Góry       | część wsi |
| 0319256 | Kamieniec  | część wsi |
| 0319262 | Koński Dół | część wsi |

## Zabytki
Obiekt wpisany do rejestru zabytków nieruchomych województwa małopolskiego.
- Kościół parafialny pw. św. Bartłomieja Apostoła z najbliższym otoczeniem.
- zespół dworski: dwór, park.

W miejscowości w 2015 roku prowadzone były wykopaliska archeologiczne na terenie neolitycznego cmentarzyska.

## Edukacja
W 2016 roku otwarto Motylarnie. Zwiedzanie połączone jest z prelekcją na temat życia i obyczajów motyli.

## Osoby związane z miejscowością
- Wincenty Teofil Popiel